# Канатник Теофраста
Кана́тник Теофра́ста, или канатник Авиценны (лат. Abutílon theophrásti) — однолетнее травянистое растение; типовой вид рода Канатник семейства Мальвовые; ранний яровой сорняк.

## Морфология
Корневая система стержневого типа.
Стебель прямой, простой или вверху ветвистый, бархатистый, покрыт мягкими волосками, высотой 80—250 см.
Листья крупные, очерёдные, широкояйцевидные, зубчатые, у основания сердцевидные, с оттянутой верхушкой, цельнокрайные, на длинных черешках, покрыты мягкими волосками. Семядольные листочки округло-яйцевидные длиной 10—15, шириной 8—15 мм, на мелкоопушённых черешках.
Цветки овальные, без подчашия, чашелистики сросшиеся примерно на ½, собраны в кистевидно-метельчатое соцветие в пазухах листьев. Лепестки жёлто-оранжевые или жёлтые, длиной до 10 мм.
Плод — сложная звездообразная коробочка с 12—25 гнёздами, тёмная, с мягким опушением, сверху в очертании звёздчатая, каждое гнездо вскрывается в верхней части и содержит 2—3 семени. Семена крупные, почковидные, серовато-коричневые, длиной и шириной 2,7—3,3, толщиной 1,5—1,7 мм. Масса 1000 семян 8—12 г.

## Биология
Вегетационный период канатника 100—150 суток. В течение первого месяца надземная часть растения развивается очень медленно, а корневая система быстро. Растение светолюбиво (в загущённых посевах рост его стеблей несколько задерживается) и влаголюбиво, особенно в период цветения и образования семян.
Растение размножается только семенами. Семена прорастают с глубины не более 13 см при температуре от 3 °С (оптимальная 20…22 °С). Всходы появляются в апреле — мае, могут выдерживать заморозки до 2 °С. Цветёт в июле — сентябре. Плодоносит в июле — сентябре. Максимальная плодовитость одного растения 30 000 семян.

## Распространение и среда обитания
В России распространён в южных районах европейской части. Встречается по сорным местам, у жилья, возле дорог. Растёт на полях, засоряет пропашные культуры, особенно актуален на свёкле в южных регионах. Предпочитает почву от супеси до суглинка.
Экономический порог вредоносности 1 шт./м².

## Классификация

### Таксономия[2]
Abutilon theophrasti Medik., 1787, Malvenfam. : 28
Вид Канатник Теофраста относится к роду Канатник (Abutilon) семейства Мальвовые (Malvaceae) порядка Мальвоцветные (Malvales). Кладограмма в соответствии с Системой APG IV по состоянию на июнь 2023 года:
|  |                                      |  |                                   |                                   |                     |  | ещё 9 семейств | ещё 9 семейств |                    |  |  |  | еще 179 подтвержденных видов и 43 таксона, ожидающих подтверждения |
|  |                                      |  |                                   |                                   |                     |  | ещё 9 семейств | ещё 9 семейств |                    |  |  |  | еще 179 подтвержденных видов и 43 таксона, ожидающих подтверждения |
|  |                                      |  |                                   | порядок Мальвоцветные             |                     |  |                |                | род Канатник       |  |  |  |                                                                    |
|  |                                      |  |                                   | порядок Мальвоцветные             |                     |  |                |                | род Канатник       |  |  |  |                                                                    |
|  | отдел Цветковые, или Покрытосеменные |  |                                   |                                   | семейство Мальвовые |  |                |                | Канатник Теофраста |  |  |  |                                                                    |
|  | отдел Цветковые, или Покрытосеменные |  |                                   |                                   | семейство Мальвовые |  |                |                |                    |  |  |  |                                                                    |
|  |                                      |  | ещё 63 порядка цветковых растений | ещё 63 порядка цветковых растений |                     |  |                | ещё 251 род    | ещё 251 род        |  |  |  |                                                                    |
|  |                                      |  |                                   | ещё 63 порядка цветковых растений |                     |  |                |                | ещё 251 род        |  |  |  |                                                                    |

### Синонимы
- Abutilon avicennae  Gaertn.
- Abutilon avicennae f. nigrum Skvortsov
- Abutilon avicennae var. chinense Skvortsov
- Abutilon behrianum  F.Muell.
- Abutilon commune  Oken
- Abutilon pubescens  Moench
- Abutilon theophrasti var. chinense (Skvortsov) S.Y.Hu
- Abutilon theophrasti var. nigrum (Skvortsov) S.Y.Hu
- Abutilon tiliifolium  Sweet
- Malva abutilon  (L.) E.H.L.Krause
- Sida abutilon  L.
- Sida tenax  Salisb.
- Sida tiliifolia  Fisch. ex DC.
- Sida tiliifolia  Fisch.